# Cellule myoépithéliale

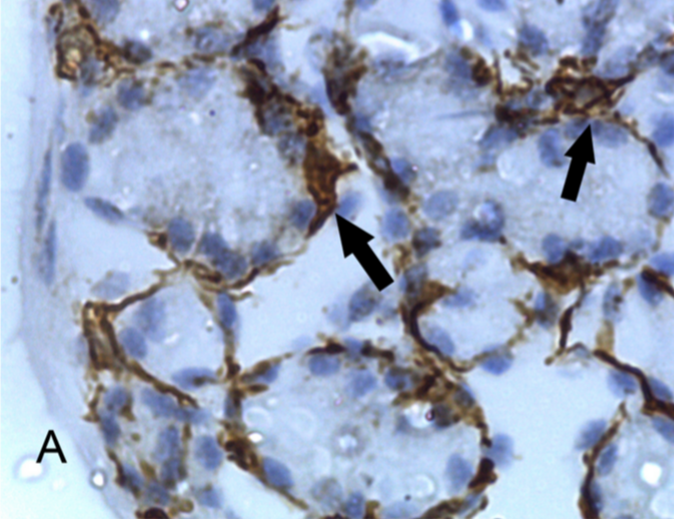
Cellule myoépithéliale.

Les cellules myoépithéliales sont des cellules musculaires lisses à propriété contractile.
Elles sont situées entre les cellules épithéliales sécrétrices et la lame basale (dans la partie distale des canaux excréteurs), généralement dans les acini glandulaires (2 à 3 par acinus).
La contraction de ces dernières favorise l'excrétion de la substance sécrétée par une glande exocrine. Des filaments d'actine, de myosine et de desmine leur confèrent ces propriétés contractiles.
Elle est régulée par des fibres nerveuses végétatives. Elles sont présentes à la jonction derme/épiderme dans les cavités sécrétantes des glandes sudorales.
On les retrouve entre autres dans les glandes mammaires. D'ailleurs, selon de récentes données, ces cellules seraient à l'origine des tumeurs mammaires, et sont donc un sujet de recherche en biologie cellulaire activement étudié à travers le monde.